# Alstonia legouixiae
Alstonia legouixiae är en oleanderväxtart som beskrevs av Heurck, Müll. Arg.. Alstonia legouixiae ingår i släktet Alstonia och familjen oleanderväxter.

## Underarter
Arten delas in i följande underarter:
- A. l. linearis
- A. l. obtusalabastra